# Devendra seriatus
Devendra seriatus là một loài nhện trong họ Zoropsidae.
Loài này thuộc chi Devendra. Devendra seriatus được Eugène Simon miêu tả năm 1898.